# Matěj Vydra
Matěj Vydra (Chotěboř, Vysočina, Checoslovaquia, 1 de mayo de 1992) es un futbolista checo. Juega de delantero y su equipo es el F. C. Viktoria Plzeň de la Liga de Fútbol de la República Checa. Es internacional con la selección de fútbol de la República Checa.

## Trayectoria
Vydra se unió al Baník Ostrava desde el Vysočina Jihlava en enero de 2010 por 20 millones CZK (€765.000) a la edad de 17 años. Pasó seis meses en el Baník Ostrava, donde jugó 14 encuentros y anotó cuatro goles. 
Fue nombrado por la prensa checa jugador checo revelación en la temporada 2009-10.

### Udinese
Llegó al Udinese de la Serie A italiana en junio de 2010. Se fue a préstamo al Club Brujas en agosto de 2011, pero regresó a Italia debido a una lesión luego de jugar dos encuentros.

#### Préstamo al Watford
En julio de 2012 se confirmó que Vydra se uniría a préstamo al Watford para la temporada 2012-13. Su primer gol fue contra el Crystal Palace el 18 de agosto de 2012, donde anotó el gol de la victoria 3-2.
Ganó el premio de jugador de la temporada de la EFL Championship el 25 de marzo de 2013. Perdió la final de los play offs ese año contra el Crystal Palace, en ese encuentro sufrió una lesión en el tobillo siendo sustituido en el segundo tiempo.

#### Préstamo al West Bromwich Albion
Se unió al West Bromwich Albion de la Premier League el 13 de agosto de 2013 por toda la temporada. Anotó su primer gol para el club el 21 de diciembre de 2013, en el empate 1-1 contra el Hull City.

#### Regreso a Watford
El 26 de junio de 2014, el Watford anunció un segundo préstamo de Vydra por toda la temporada, con la intención de fichar al jugador permanentemente. Vydra anotó en su regreso a Watford, en la primera fecha en la victoria por 3-0 al Bolton Wanderers el 9 de agosto de 2014. El  Watford logró el ascenso ese año, donde Vydra aportó con 16 goles en la EFL Championship.

### Watford
Fichó por el Watford en julio de 2015 por cinco años.

#### Préstamo al Reading
Se fue a préstamo al Reading por toda la temporada por £2.5 millones el 1 de septiembre de 2015. Debutó el 11 de septiembre de 2015 en la victoria por 5-1 al Ipswich Town.
El 19 de enero de 2016, en el replay de la tercera ronda de la FA Cup, anotó una tripleta en el 5-2 al Huddersfield Town. En su paso por el Reading, anotó nueve goles en 36 encuentros entre todas las competiciones.

### Derby County
El Derby County anunció el 27 de agosto de 2016 que fichó al delantero de Watford por cuatro años en un fichaje de £8.000.000. Anotó su primer gol para el club el 24 de septiembre de 2016 en la derrota por 2-1 contra el Blackburn Rovers. En su primera temporada en Derby, anotó 5 goles en 33 encuentros de la EFL Championship; Vydra jugó en diferentes posiciones de ataque esa temporada, al igual que sus compañeros Tom Ince, Darren Bent, Johnny Russell y David Nugent.
Vydra anotó una tripleta en la victoria por 3-0 al Middlesbrough el 25 de noviembre de 2017. Sus goles durante la temporada 2017-18 ayudaron al equipo a alcanzar la semifinal de play-offs, donde quedaron eliminados ante el Fulham. En abril de 2018 fue parte del equipo del año de la PFA Championship, como también en el equipo del año de la EFL Championship. Anotó 22 goles en todas las competiciones y recibió la bota de oro de la Sky Bet Championship, donde anotó 21 goles durante la EFL Championship 2017-18. El 1 de mayo ganó tres premios del club, incluyendo: Jugador del año, jugador del año (elegido por los jugadores) y el Jack Stamps Player of the year.

### Burnley
El Burnley fichó al jugador por tres años el 7 de agosto de 2018 por un valor no revelado.
En junio de 2022 quedó libre al finalizar su contrato, aunque el club comunicó que mantenía contactos con el jugador para renovar.

### Regreso a República Checa
Tras haber empezado la temporada 2022-23 sin equipo, el 19 de diciembre se hizo oficial su fichaje por el F. C. Viktoria Plzeň por dos años y medio.

## Selección nacional
Vydra ha representado a la selección de fútbol de la República Checa desde las categorías sub-16 a sub-21. Su primera llamada por la selección absoluta fue para los encuentros clasificatorios de la Copa del Mundo ante Dinamarca y un amistoso contra Finlandia. Vydra jugó los primeros 73 minutos del empate sin goles contra Dinamarca. Su primer gol para República Checa fue el 26 de marzo de 2013 al combinado de Armenia. 

### Goles internacionales
Actualizado hasta el 8 de octubre de 2016.
| Goles internacionales | Goles internacionales | Goles internacionales                       | Goles internacionales | Goles internacionales | Goles internacionales | Goles internacionales                                        | Goles internacionales |
| #                     | Fecha                 | Estadio                                     | Oponente              | Resultado             | Goles                 | Competición                                                  |                       |
| --------------------- | --------------------- | ------------------------------------------- | --------------------- | --------------------- | --------------------- | ------------------------------------------------------------ | --------------------- |
| 1;2                   | 26 de marzo de 2013   | Estadio Republicano Vazgen Sargsyan, Ereván | Armenia               | 3 – 0                 |                       | Clasificación de UEFA para la Copa Mundial de Fútbol de 2014 |                       |
| 3                     | 5 de marzo de 2014    | Eden Arena, Praga                           | Noruega               | 2 – 2                 |                       | Amistoso                                                     |                       |
| 4                     | 21 de mayo de 2014    | Estadio Olímpico de Helsinki, Helsinki      | Finlandia             | 2 – 2                 |                       | Amistoso                                                     |                       |
| 5                     | 29 de marzo de 2016   | Friends Arena, Solna                        | Suecia                | 1 – 1                 |                       | Amistoso                                                     |                       |

## Estadísticas

### Clubes
Actualizado al último partido disputado el 24 de mayo de 2025.
| Club | Div.          | Temporada     | Liga  | Liga  | Copas nacionales(1) | Copas nacionales(1) | Copas internacionales(2) | Copas internacionales(2) | Total | Total |
| Club | Div.          | Temporada     | Part. | Goles | Part.               | Goles               | Part.                    | Goles                    | Part. | Goles |
| --- | ------------- | ------------- | ----- | ----- | ------------------- | ------------------- | ------------------------ | ------------------------ | ----- | ----- |
| F. C. Vysočina Jihlava · República Checa | 2.ª           | 2008-09       | 12    | 2     | 0                   | 0                   | ―                        | ―                        | 12    | 2     |
| F. C. Vysočina Jihlava · República Checa | 2.ª           | 2009-10       | 15    | 3     | 2                   | 1                   | ―                        | ―                        | 17    | 4     |
| F. C. Vysočina Jihlava · República Checa | Total club    | Total club    | 27    | 5     | 2                   | 1                   | 0                        | 0                        | 29    | 6     |
| F. C. Baník Ostrava · República Checa | 1.ª           | 2009-10       | 14    | 4     | ―                   | ―                   | ―                        | ―                        | 14    | 4     |
| F. C. Baník Ostrava · República Checa | Total club    | Total club    | 14    | 4     | 0                   | 0                   | 0                        | 0                        | 14    | 4     |
| Udinese Calcio · Italia | 1.ª           | 2010-11       | 2     | 0     | 1                   | 0                   | ―                        | ―                        | 3     | 0     |
| Udinese Calcio · Italia | 1.ª           | 2011-12       | 0     | 0     | 0                   | 0                   | ―                        | ―                        | 0     | 0     |
| Club Brujas · Bélgica | 1.ª           | 2011-12       | 1     | 0     | 1                   | 0                   | 0                        | 0                        | 2     | 0     |
| Club Brujas · Bélgica | Total club    | Total club    | 1     | 0     | 1                   | 0                   | 0                        | 0                        | 2     | 0     |
| Udinese Calcio · Italia | 1.ª           | 2012-13       | 0     | 0     | 0                   | 0                   | 1                        | 1                        | 1     | 1     |
| Udinese Calcio · Italia | Total club    | Total club    | 2     | 0     | 1                   | 0                   | 1                        | 1                        | 4     | 1     |
| Watford F. C. Inglaterra | 2.ª           | 2012-13       | 44    | 22    | 3                   | 0                   | ―                        | ―                        | 47    | 22    |
| West Bromwich Albion F. C. Inglaterra | 1.ª           | 2013-14       | 23    | 3     | 2                   | 0                   | ―                        | ―                        | 25    | 3     |
| West Bromwich Albion F. C. Inglaterra | Total club    | Total club    | 23    | 3     | 2                   | 0                   | 0                        | 0                        | 25    | 3     |
| Watford F. C. Inglaterra | 2.ª           | 2014-15       | 42    | 16    | 3                   | 0                   | ―                        | ―                        | 45    | 16    |
| Watford F. C. Inglaterra | 1.ª           | 2015-16       | 0     | 0     | 1                   | 0                   | ―                        | ―                        | 1     | 0     |
| Reading F. C. Inglaterra | 2.ª           | 2015-16       | 31    | 3     | 5                   | 6                   | ―                        | ―                        | 36    | 9     |
| Reading F. C. Inglaterra | Total club    | Total club    | 31    | 3     | 5                   | 6                   | 0                        | 0                        | 36    | 9     |
| Watford F. C. Inglaterra | 1.ª           | 2016-17       | 1     | 0     | 1                   | 0                   | ―                        | ―                        | 2     | 0     |
| Watford F. C. Inglaterra | Total club    | Total club    | 87    | 38    | 8                   | 0                   | 0                        | 0                        | 95    | 38    |
| Derby County F. C. Inglaterra | 2.ª           | 2016-17       | 33    | 5     | 3                   | 0                   | ―                        | ―                        | 36    | 5     |
| Derby County F. C. Inglaterra | 2.ª           | 2017-18       | 42    | 21    | 2                   | 1                   | ―                        | ―                        | 44    | 22    |
| Derby County F. C. Inglaterra | Total club    | Total club    | 75    | 26    | 5                   | 1                   | 0                        | 0                        | 80    | 27    |
| Burnley F. C. Inglaterra | 1.ª           | 2018-19       | 13    | 1     | 3                   | 0                   | 1                        | 1                        | 17    | 2     |
| Burnley F. C. Inglaterra | 1.ª           | 2019-20       | 19    | 2     | 3                   | 0                   | ―                        | ―                        | 22    | 2     |
| Burnley F. C. Inglaterra | 1.ª           | 2020-21       | 28    | 3     | 6                   | 3                   | ―                        | ―                        | 34    | 6     |
| Burnley F. C. Inglaterra | 1.ª           | 2021-22       | 22    | 2     | 2                   | 0                   | ―                        | ―                        | 24    | 2     |
| Burnley F. C. Inglaterra | Total club    | Total club    | 82    | 8     | 14                  | 3                   | 1                        | 1                        | 97    | 12    |
| F. C. Viktoria Plzeň · República Checa | 1.ª           | 2022-23       | 16    | 4     | ―                   | ―                   | ―                        | ―                        | 16    | 4     |
| F. C. Viktoria Plzeň · República Checa | 1.ª           | 2023-24       | 28    | 4     | 4                   | 3                   | 11                       | 0                        | 43    | 7     |
| F. C. Viktoria Plzeň · República Checa | 1.ª           | 2024-25       | 32    | 10    | 3                   | 1                   | 15                       | 3                        | 50    | 14    |
| F. C. Viktoria Plzeň · República Checa | Total club    | Total club    | 76    | 18    | 7                   | 4                   | 26                       | 3                        | 109   | 25    |
| Total carrera | Total carrera | Total carrera | 418   | 105   | 45                  | 15                  | 28                       | 5                        | 491   | 125   |
| (1) Incluye Copa de la República Checa, Copa Italia, Copa de Bélgica, FA Cup y Copa de la Liga de Inglaterra. (2) Incluye Liga Europa de la UEFA y Liga Europa Conferencia de la UEFA. |               |               |       |       |                     |                     |                          |                          |       |       |

### Selección nacional
| Selección                  | Temporada     | Encuentros | Encuentros |
| Selección                  | Temporada     | Part.      | Goles      |
| -------------------------- | ------------- | ---------- | ---------- |
| Sub-16 · República Checa   | 2007-08       | 8          | 2          |
| Sub-16 · República Checa   | Total         | 8          | 2          |
| Sub-17 · República Checa   | 2008-09       | 18         | 6          |
| Sub-17 · República Checa   | Total         | 18         | 6          |
| Sub-18 · República Checa   | 2009          | 2          | 1          |
| Sub-18 · República Checa   | Total         | 2          | 1          |
| Sub-19 · República Checa   | 2010-11       | 8          | 1          |
| Sub-19 · República Checa   | Total         | 8          | 1          |
| Sub-21 · República Checa   | 2011-2015     | 4          | 0          |
| Sub-21 · República Checa   | Total         | 4          | 0          |
| Absoluta · República Checa |               |            |            |
| 2012                       | 4             | 0          |            |
| 2013                       | 5             | 2          |            |
| 2014                       | 6             | 2          |            |
| 2016                       | 5             | 1          |            |
| 2018                       | 4             | 0          |            |
| 2019                       | 2             | 0          |            |
| Total                      | 26            | 5          |            |
| Total carrera              | Total carrera | 66         | 15         |

## Palmarés

### Distinciones individuales
| Distinción                                   | Año     |
| -------------------------------------------- | ------- |
| PFA Team of the Year: 2012–13 Championship   | 2012-13 |
| PFA Team of the Year: 2017–18 Championship   | 2017-18 |
| Football League Championship Jugador del año | 2013    |
| Football League Championship Bota de Oro     | 2017-18 |
| Football League Championship Equipo del año  | 2017-18 |
| Derby County Player Of The Year              | 2017-18 |
| Derby County Players Player Of The Year      | 2017-18 |